# CD Verdún
El CD Verdún fue un equipo de fútbol de Honduras que alguna vez jugó en la Liga Nacional de Fútbol de Honduras, la liga de fútbol más importante del país.

## Historia
Fue fundado en el año 1971 en la capital Tegucigalpa tras adquirir la franquicia del CD Atlético Español al finalizar la temporada de 1970-71.
El club en su temporada inaugural se ubicó en la octava posición, salvando la categoría, aunque solo jugó una temporada, ya que en 1972 vendió su plaza en la máxima categoría al CD Broncos, quien jugaría en la máxima categoría por 10 años hasta su desaparición.
Disputó 27 partidos en la máxima categoría del fútbol hondureño, y pasa a la historia como uno de los equipos de fútbol de Honduras que nunca descendieron de la Liga Nacional de Fútbol de Honduras.

## Entrenadores
- Flavio Ortega (1971-1972)